# ليندا تستاسيا
ليندا تستاسيا هي نوع من الخنافس من فصيلة القرنبيات. تم وصفها من قبل سوندرز في عام 1839. وهي متواجدة في الهند، الصين، ميانمار، بنجلاديش، نيبال ولاوس .